# Красимир Стоичков
Красимир Стоичков е български оператор, фотограф и продуцент.

## Биография и творчество
Красимир Стоичков е роден на 5 юли 1974 г. В периода 1989 – 1993 г. учи в Техникум по керамика и стъкло. Завършва магистратура по Филмово и телевизионно операторско майсторство в НАТФИЗ „Кръстьо Сарафов“ през 2005 г.
От януари 2001 г. е основател и управител на мултимедийната фирма „АВ Студио", с търговско наименование „MANIFACTURA“.
Основава през февруари 2001 г. рекламна агенция „AV STUDIO“, София.
През 2014 г. основава и управлява „Мрежа за социални каузи“, продуцентска организация, създаваща мултимедийно съдържание, свързано с граждански организации, инициативи и каузи.
През 2004 г. е оператор на дипломния си филм „Personal Best“, 17 мин, цветен, кинолента Кодак, реж. Виктория Маринов.
В периода октомври 2007 - март 2012 г. е гост преподавател в Националната художествена академия в София.
От октомври 2016 г. е гост-преподавател в НАТФИЗ „Кр. Сарафов“ в катедра „Филмово и телевизионно операторство и фотография“ на факултет „Екранни изкуства“.
През 2017 - 2020 г. е докторант в Национална академия за телевизионно и филмово изкуство „Кр. Сарафов“, редовно обучение. Тема на дисертационния труд: „Ролята на оператора при изграждане на филмовия темпоритъм“.
2020 г. - На 21 септември 2020 г. Красимир Стоичков е зачислен в Санкт-Петербургския държавен университет по култура (СПбГИК) като аспирант по Изкуствознание в катедра Световна култура - Теория и история на изкуството.
На 27 октомври 2020 г. след публична защита получава образователна и научна степен доктор в направление Кинознание, киноизкуство и телевизия в НАТФИЗ „Кр. Сарафов“.
През пролетния семестър на 2019 по програма Еразъм+ е на обмен във VSMU Братислава, Словакия. Едновременно с обучението, провежда стаж в продуцентска компания Toxpro, Братислава, Словакия.
От 2019 г. води курс по филммейкинг в Boomsatsuma College в Бристол, Великобритания.
От септември 2018 г. е на академична длъжност асистент в катедра „Филмово и телевизионно операторство и фотография“ към НАТФИЗ „Кр. Сарафов“.
Асистент (стаж) в Кемеровския държавен университет по култура (КЕМГИК), гр. Кемерово, Русия. Документално кино и фотография.
В периода 2011 – 2013 г. е продуцент на телевизионно предаване „БунтART“, 27 мин, седмично (44 епизода) за БНТ. Награда Медиа микс - 2012 г. на медийния фестивал в Албена, България.
През 2014 - 2019 г. е отговорен оператор в Българска национална телевизия на документални филми, публицистични предавания и журналистически проекти.
През 2017, 2019 и 2021 г. е член на експертната художествена комисия за документално кино в Националния филмов център към Министерството на културата на Р. България. През 2022 г. е член на експертната комисия по документално кино от квотата на Обществения съвет към БНТ.
Член на „Асоциация Академика 21“, сдружение на хабилитирани преподаватели от „Екранни изкуства“.
Като фотограф има четири самостоятелни изложби и десетки реализирани рекламни визии за водещи компании.
Авторски проект за социалните мрежи: „България в два цвята“.

## Филмография
Оператор, автор и съавтор е на редица документални и игрални филми, част от които са:
- „Пасажери“ (2020), док. филм, цветен, 71 мин., реж. Здравко Драгнев и Цветан Драгнев, НФЦ
- „Втори шанс“ (2019), док. филм, цветен, 27 мин., автор, режисьор, оператор. България, Португалия, Италия, Унгария, Великобритания
- „Потъналата история на Черно море“ (2018), док. филм, цветен, 27 мин., реж. Николай Василев, автор Мария Чернева, БНТ
- „Пътуване в миналото“ (2018), документална поредица за археология, 4 серии по 27 мин., автор Мария Чернева, БНТ
- „Идеи за София“ (2009), док. филм, цветен, 27 мин., реж. Жезко Давидив, автор Тома Томов, БНТ/Наблюдател
- „Исперих - Европа“ (2009), док. филм, цветен, 27 мин., реж. Здравко Драгнев, автор Тома Томов, БНТ/Наблюдател
- „Духът на мястото“ (2009), док. филм, цветен, 54 мин., реж. Здравко Драгнев, Жезко Давидив, автор Тома Томов, БНТ/Наблюдател
- „Ничии“ (2007), док. филм, цветен, 54 мин., реж. Здравко Драгнев, НФЦ[6]
- „Сътресение“ (2008), игрална новела по текст на Николай Хайтов, автор и реж. Мариус Куркински

Продуцент, режисьор и оператор на десетки телевизионни реклами.

## Награди и отличия
- 2002 г. – Национален кинофестивал „Златното око“ в Попово:
  - Награда на СБФД – „Златно око“ за студентски късометражен филм „Стан и Олга“, реж. Петър Гайтанджиев
  - Награда на KODAK – „Златно око“ за студентски късометражен филм „Стан и Олга“, реж. Петър Гайтанджиев
- 2003 г. – Международен Телевизионен Фестивал „Златна ракла“
  - Награда за документален филм – „40 дни живот“, реж. Радой Николов.
- 2020 г. - Специалната награда на Община Попово от 10-ти юбилеен кино фестивал за fператорско майсторство с международно участие в памет на Димо Коларов „Златно око” за документалния филм „Пасажер“, реж. Здравко Драгнев, Цветан Драгнев[7]

## Официални селекции
Международни кинофестивали – CAMERIMAGE Полша – 2005 г.

## Членство в професионални организации
- Съюз на българските журналисти (СБЖ) от 2018 г.
- Съюз на българските филмови дейци (СБФД) от 2020 г.